# Bryonia acuta
Bryonia acuta är en gurkväxtart som beskrevs av René Louiche Desfontaines. Bryonia acuta ingår i Hundrovesläktet som ingår i familjen gurkväxter. Inga underarter finns listade i Catalogue of Life.